# 卡尔希罗伊特
卡尔希罗伊特是德国巴伐利亚州的一个市镇。总面积10.86平方公里，总人口3009人，其中男性1464人，女性1545人（2011年12月31日），人口密度277人/平方公里。

## 友好城市
- 法國 拉沙佩勒德富日雷